# Kohautia ramosissima
Kohautia ramosissima är en måreväxtart som beskrevs av Cornelis Eliza Bertus Bremekamp. Kohautia ramosissima ingår i släktet Kohautia och familjen måreväxter. Inga underarter finns listade i Catalogue of Life.